# 1784 w literaturze
Wydarzenia literackie w 1784 roku.

## Wydarzenia
- Powieść Podolanka Michała Dymitra Krajewskiego wywołuje pierwszą polską polemikę literacką.

## Nowe książki
- polskie
  - Michał Dymitr Krajewski – Podolanka
- zagraniczne
  - Robert Bage - Barham Downs
  - Jozef Ignác Bajza – René mládenca príhody a skúsenosti

## Nowe poezje
- polskie
  - Tomasz Kajetan Węgierski – Organy

## Nowe dramaty
- polskie
  - Franciszek Zabłocki – Sarmatyzm (wystawiony 1785, wydany 1820)
- zagraniczne
  - Friedrich Schiller – Intryga i miłość (org. Kabale und Liebe)

## Zmarli
- Denis Diderot - pisarz, krytyk literatury i sztuki, filozof i encyklopedysta okresu oświecenia (ur. 1713).